# Gernot Kahl

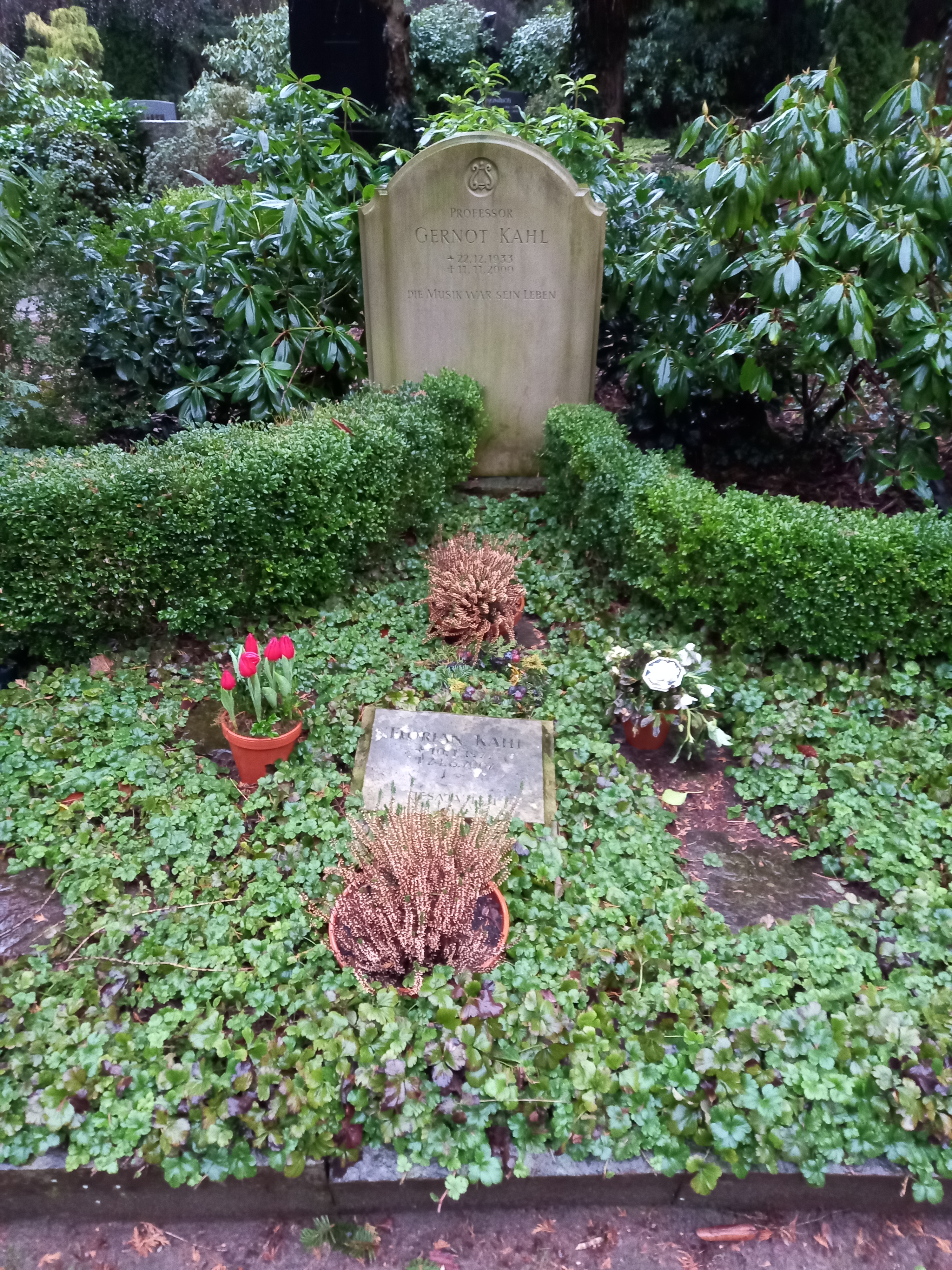
Das Grab von Gernot Kahl auf dem Friedhof Blankenese in Hamburg

Gernot Kahl (* 22. Dezember 1933 in Berlin; † 11. November 2000 in Hamburg) war ein deutscher Pianist und Kammermusiker. 
Er hatte an der Hochschule für Musik und Theater Hamburg seit dem Winter 1970 eine Professur für Klavier und Liedbegleitung inne und erhielt wichtige Auszeichnungen bei internationalen Musikwettbewerben in München, Bozen, Genf und Vercelli.
Er gab Klavierabende, Orchesterkonzerte, Kammermusik- und Liederabende in nahezu allen europäischen Ländern, in Südamerika und den USA. Zu seinen Partnerinnen und Partnern zählten bedeutende Sängerinnen und Sänger wie Judith Beckmann, Kieth Engen, Gwyneth Jones, Tatiana Troyanos, Michaela Kaune und Streicherinnen und Streicher wie Ulf Hoelscher, Hirofumi Fukai und Edith Peinemann.
Seit 1970 unterrichtete Gernot Kahl eine Klasse für Klavier und eine Klasse für Liedbegleitung. Zu seinen Klavierschülern gehörten u. a. Sebastian Knauer, Burkhard Kehring, Henning Lucius und Matthias Veit. Seine besondere Liebe galt jedoch der Liedinterpretation; die von ihm gestalteten Programme zeigten auch in der Zusammenstellung der Lieder und Abstimmung der Texte große künstlerische Kompetenz. Aus seinem Unterricht gingen so bedeutende Sängerinnen und Sänger wie Wilfried Jochens, Lutz-Michael Harder, Günter Binge, Maria Husmann, Ruth Maria Nikolai, Christiane Iven, Dorothee Fries und Michaela Kaune hervor.
Seine Lehrer waren Rosl Schmid, Wladimir Horbowski, Edwin Fischer und Géza Anda.
| Personendaten    | Personendaten                       |
| ---------------- | ----------------------------------- |
| NAME             | Kahl, Gernot                        |
| KURZBESCHREIBUNG | deutscher Pianist und Kammermusiker |
| GEBURTSDATUM     | 22. Dezember 1933                   |
| GEBURTSORT       | Berlin                              |
| STERBEDATUM      | 11. November 2000                   |
| STERBEORT        | Hamburg                             |